# Cephalispa hamata
Cephalispa hamata är en tvåvingeart som beskrevs av Xiaolong Cui och Xue 1995. Cephalispa hamata ingår i släktet Cephalispa och familjen husflugor.
Artens utbredningsområde är Guangdong (Kina). Inga underarter finns listade i Catalogue of Life.